# Parafia Przemienienia Pańskiego i św. Doroty w Trzcinicy
Parafia Przemienienia Pańskiego i św. Doroty w Trzcinicy − parafia rzymskokatolicka znajdująca się w diecezji rzeszowskiej w dekanacie Jasło Zachód. Parafię erygowano w 1480.
Parafia sprawuje opiekę nad dwoma kościołami: zabytkowym, drewnianym kościół pw. św. Doroty z 1551 – pełniącym rolę kościoła filialnego i murowanym kościołem parafialnym z 1987.

## Historia
Trzcinica to bardzo stara osada, w II połowie XIV wieku lokowana na prawie niemieckim. W 1480 roku erygowano parafię należącą wówczas do diecezji krakowskiej. 2 maja 1557 roku bp Andrzej Zebrzydowski konsekrował drewniany kościół pw. św. Doroty. W 1595 roku istniała już szkoła parafialna. W 1786 roku parafia została przydzielona do nowo utworzonej diecezji tarnowskiej. W 1805 roku parafia została przydzielona do diecezji przemyskiej. W 1905 roku zbudowano murowaną plebanię. 
W latach 1984–1987 wybudowano nowy, murowany kościół parafialny, według projektu arch. Janusz Hanusa. 15 listopada 1987 roku bp Ignacy Tokarczuk poświęcił kościół pw. Przemienia Pańskiego. 25 marca 1992 roku na mocy Bulii Totus Tuus Poloniae Populus parafia zostala przydielona do nowo utworzonej diecezji rzeszowskiej.  5 maja 2019 roku odbyła się konsekracja kościoła, której dokonał bp Jan Wątroba. 
Proboszczowie parafii:
1824–1826. ks. Paweł Ziomek (administrator).
1826–1830. ks. Leon Zieliński (administrator).
1830–1835. ks. Wincenty Padewicz (administrator).
1835–1851. ks. Jan Mydło (w latach 1835–1837 administrator).
1851–1859. ks. Tomasz Jaszczór.
1859–1869. ks. Wojciech Dobrowolski.
1869–1870. ks. Mateusz Kędra.
1870–1883. ks. Mateusz Kosiba.
1883–1910. ks. Józef Dybaś.
1910–1943. ks. Józef Bronisławski.
1943–1946. ks. Stanisław wielgosz.
1946–1959. ks. Jan Głód.
1959–1982. ks. kan. Stanisław Kułak.
1982–2016. ks. Stanislaw Bałucki.
2016–obecnie ks. Andrzej Turoń.

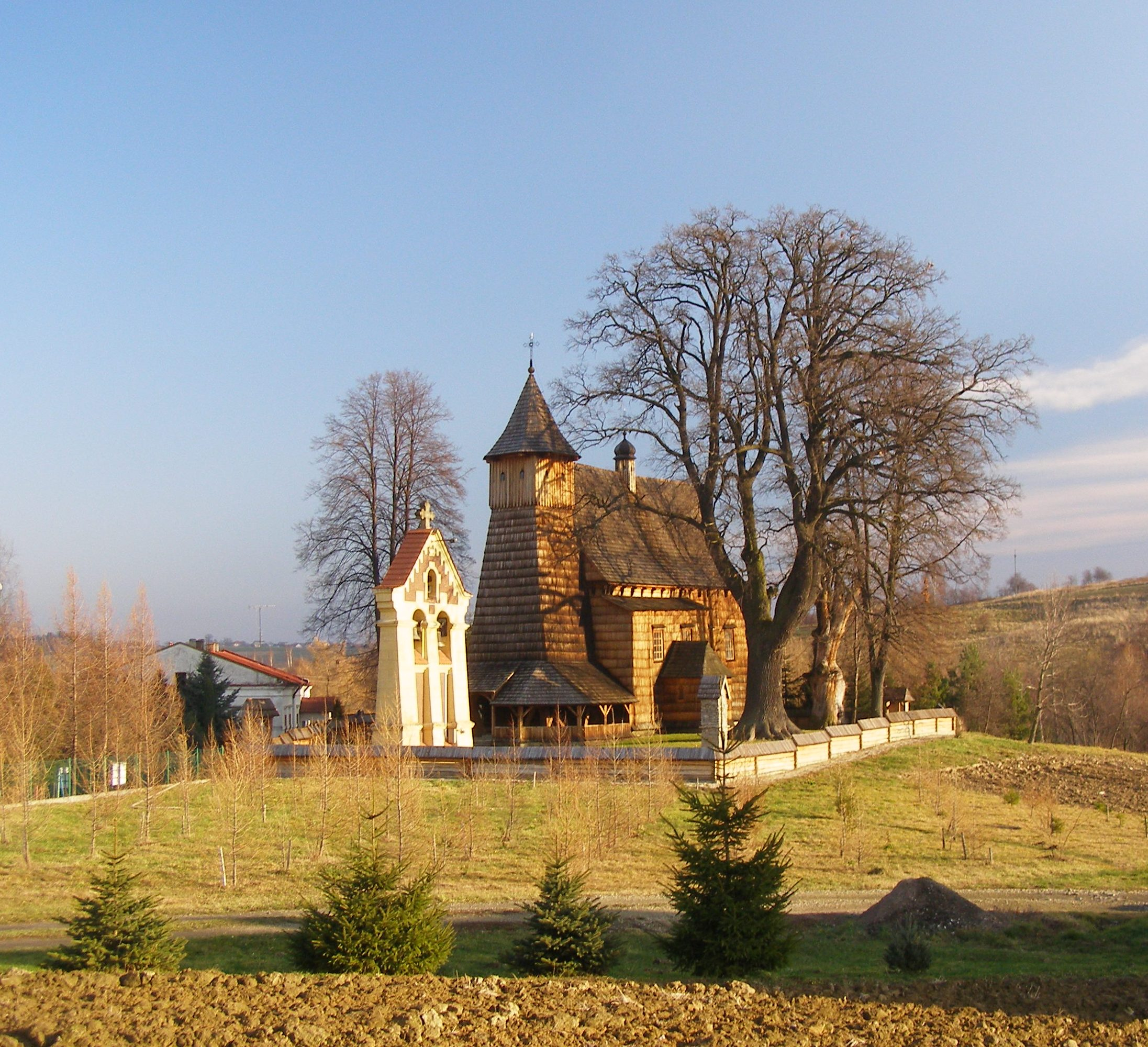
Zabytkowy kościół św. Doroty